# Oxford, Mississippi

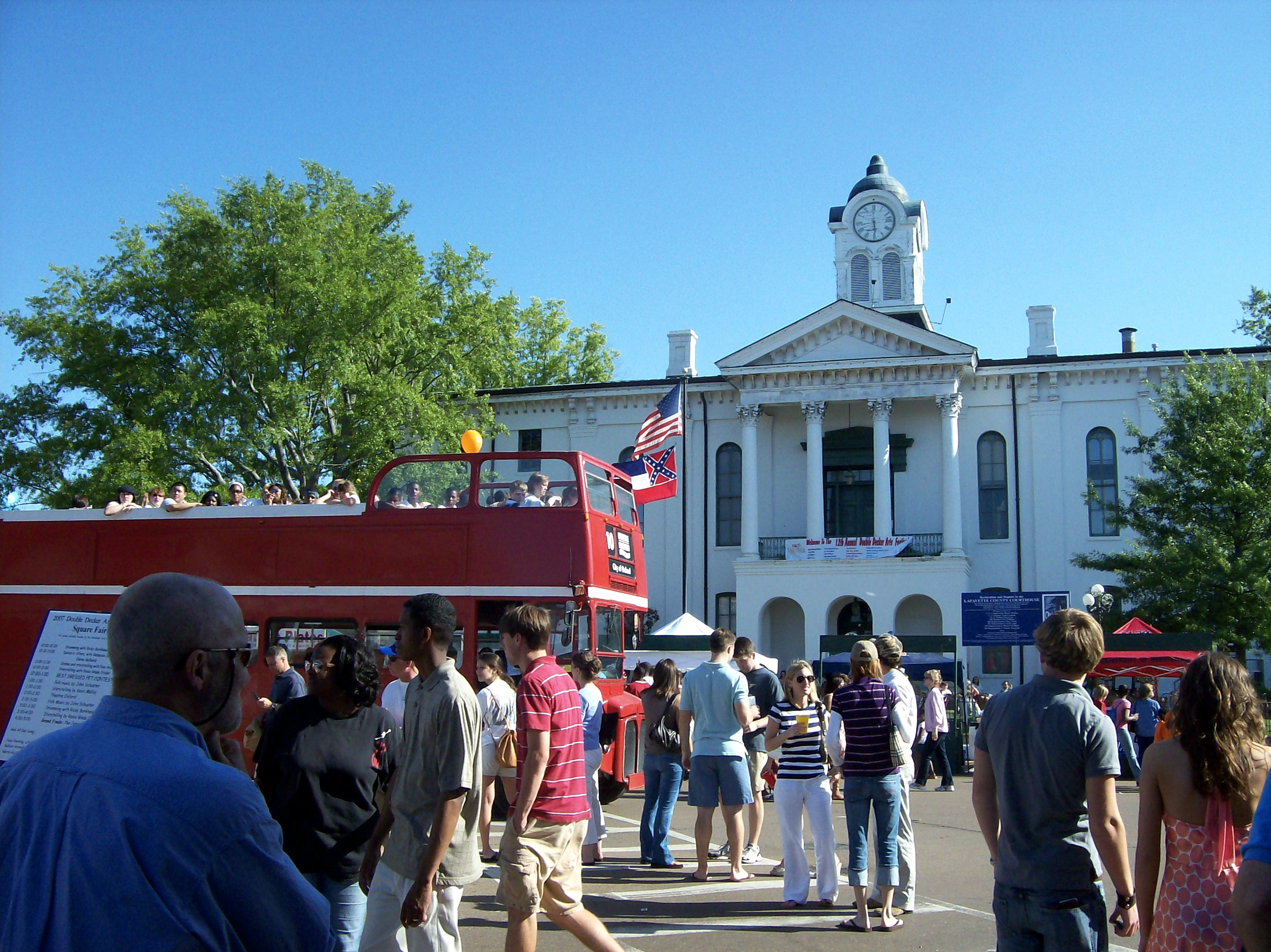
Một chiếc xe buýt hai tầng kiểu Anh ở Oxford, Mississippi trong lễ hội xe hai tầng năm 2007.

Oxford là một thành phố quận lỵ quận Lafayette County trong tiểu bang Mississippi, Hoa Kỳ. Thành phố có diện tích km2, dân số theo ước tính năm 2008 của Cục điều tra dân số Hoa Kỳ là 19.000 người. Oxford có Đại học Mississippi, thành lập năm 1848, thường được gọi là "Ole Miss."